# Домброва-Зельона (гміна)
Гміна Домброва-Зельона (пол. Gmina Dąbrowa Zielona) — сільська гміна у південній Польщі. Належить до Ченстоховського повіту Сілезького воєводства.
Станом на 31 грудня 2011 у гміні проживало 4040 осіб.

## Територія
Згідно з даними за 2007 рік площа гміни становила 100.33 км², у тому числі:
- орні землі: 62.00%
- ліси: 31.00%

Таким чином, площа гміни становить 6.60% площі повіту.

## Населення
Станом на 31 грудня 2011:
| Опис     | Загалом | Загалом | Чоловіки | Чоловіки | Жінки | Жінки |
| -------- | ------- | ------- | -------- | -------- | ----- | ----- |
| одиниця  | осіб    | %       | осіб     | %        | осіб  | %     |
| все      | 4040    | 100     | 1981     | 49.03    | 2059  | 50.97 |
| міське   | 0       | 100     | 0        |          | 0     |       |
| сільське | 4040    | 100     | 1981     | 49.03    | 2059  | 50.97 |

## Сусідні гміни
Гміна Домброва-Зельона межує з такими гмінами: Ґідле, Житно, Кломніце, Конецполь, Мстув, Пширув.